# ジョナサン・トロット
イアン・ジョナサン・レオナルド・トロット（英: Ian Jonathan Leonard Trott、1981年4月22日 - ）は、南アフリカ共和国・ケープタウン出身の元プロクリケット選手。元イングランド代表。ポジションはバッツマン。

## 概要
20世紀有数のクリケット選手の一人。2011年には世界年間最優秀選手に贈られるサー・ガーフィールド・ソバーズ・トロフィーを受賞。